# Dedo de Laurenbourg
Dedo Henri, décédé vers 1123, fut comte de Laurenbourg. Il est l'ancêtre de la maison de Nassau.

## Famille
Probablement un fils du comte Robert, bailli (Vogt) des archevêques de Mayence dans le Siegerland, Dedo fit construire le château de Laurenbourg sur la Lahn vers 1090.
Il épousa Anastasie, fille du comte Louis II d'Arnstein. Trois enfants sont nés de cette union :
- Robert (décédé en 1152), comte de Laurenbourg ;
- Arnould Ier (décédé en 1148), comte de Laurenbourg, trois enfants dont Henri Ier co-comte de Nassau de 1151 à 1190, Robert III co-comte de Nassau de 1151 à 1190 ;
- Demundis (Demudis) de Laurenbourg.

Dedo de Laurenbourg est le fondateur de la lignée des comtes de Nassau, il appartint à la première branche de la maison de Nassau.